# Csörnyeföld, Zala
Csörnyeföld  este un sat în districtul Letenye, județul Zala, Ungaria, având o populație de 436 de locuitori (2011). 

## Demografie
Componența etnică a satului Csörnyeföld
     Maghiari (89,54%)
     Romi (10,46%)
Componența confesională a satului Csörnyeföld
     Romano-catolici (70,64%)
     Fără religie (5,73%)
     Necunoscută (23,62%)
Conform recensământului din 2011, satul Csörnyeföld avea 436 de locuitori. Din punct de vedere etnic, majoritatea locuitorilor (89,54%) erau maghiari, cu o minoritate de romi (10,46%).  Din punct de vedere confesional, majoritatea locuitorilor (70,64%) erau romano-catolici, cu o minoritate de persoane fără religie (5,73%). Pentru 23,62% din locuitori nu este cunoscută apartenența confesională.